# Kasteel Montfort (Israël)

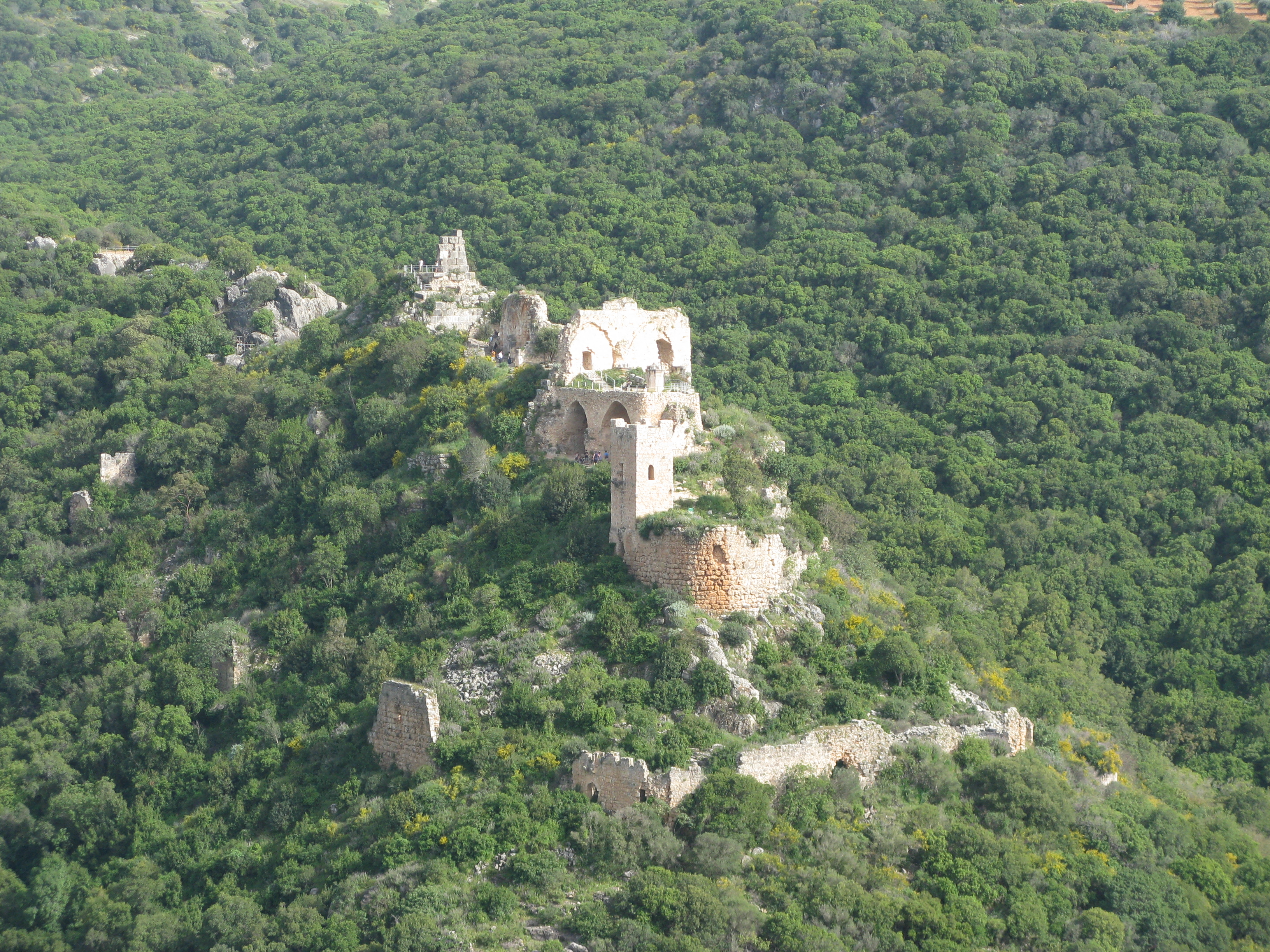
Ruine van Kasteel Montfort in 2009

Kasteel Montfort (letterlijk vertaald: kasteel van de versterkte berg) is een kasteelruïne gelegen in Israël op 16 km van de Libanese grens in het natuurreservaat Nahal Kziv.

## Geschiedenis
Na de verovering van Akko en de daarop volgende onderlinge conflicten tussen de Orde van Sint-Jan, de orde van de Tempeliers en de Duitse Orde, kocht de Duitse Orde een versterkte hoeve in het noorden van het Heilig Land, weg van alle tumult, en maakte daar hun hoofdkwartier. De verbouwingen begonnen in 1228 en duurden tot 1240.
Sultan Baibars (1260-1277) viel de burcht tweemaal aan, een eerste maal in 1266, zonder succes, en een tweede maal in 1271. Na vijftien dagen gaven de kruisridders zich over, ze kregen een vrijgeleide. Na hun vertrek werd het kasteel ontmanteld.

## Galerij

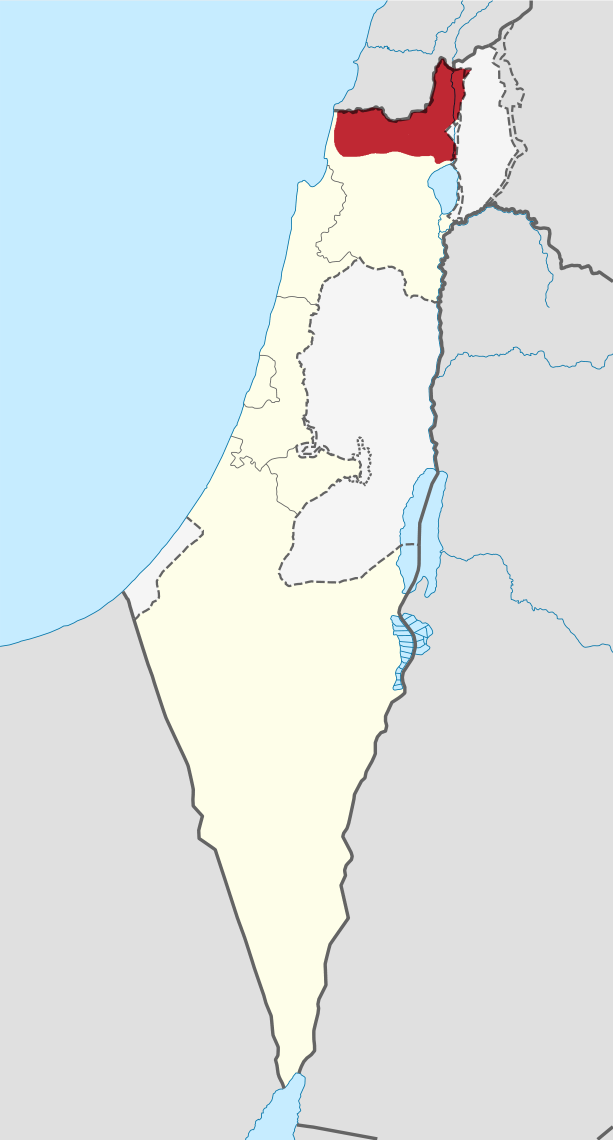
Regio Opper Galilea
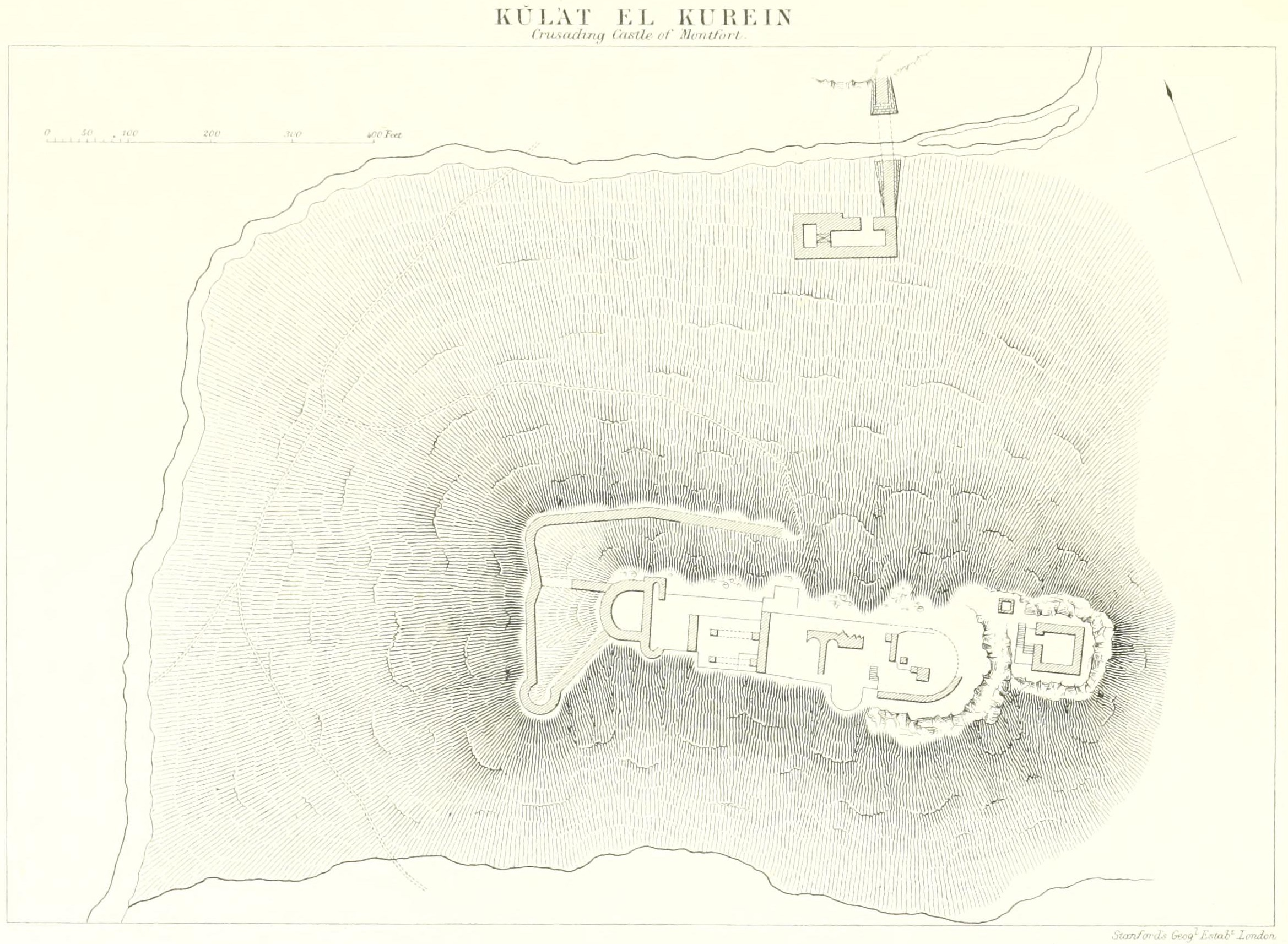
Grondplan
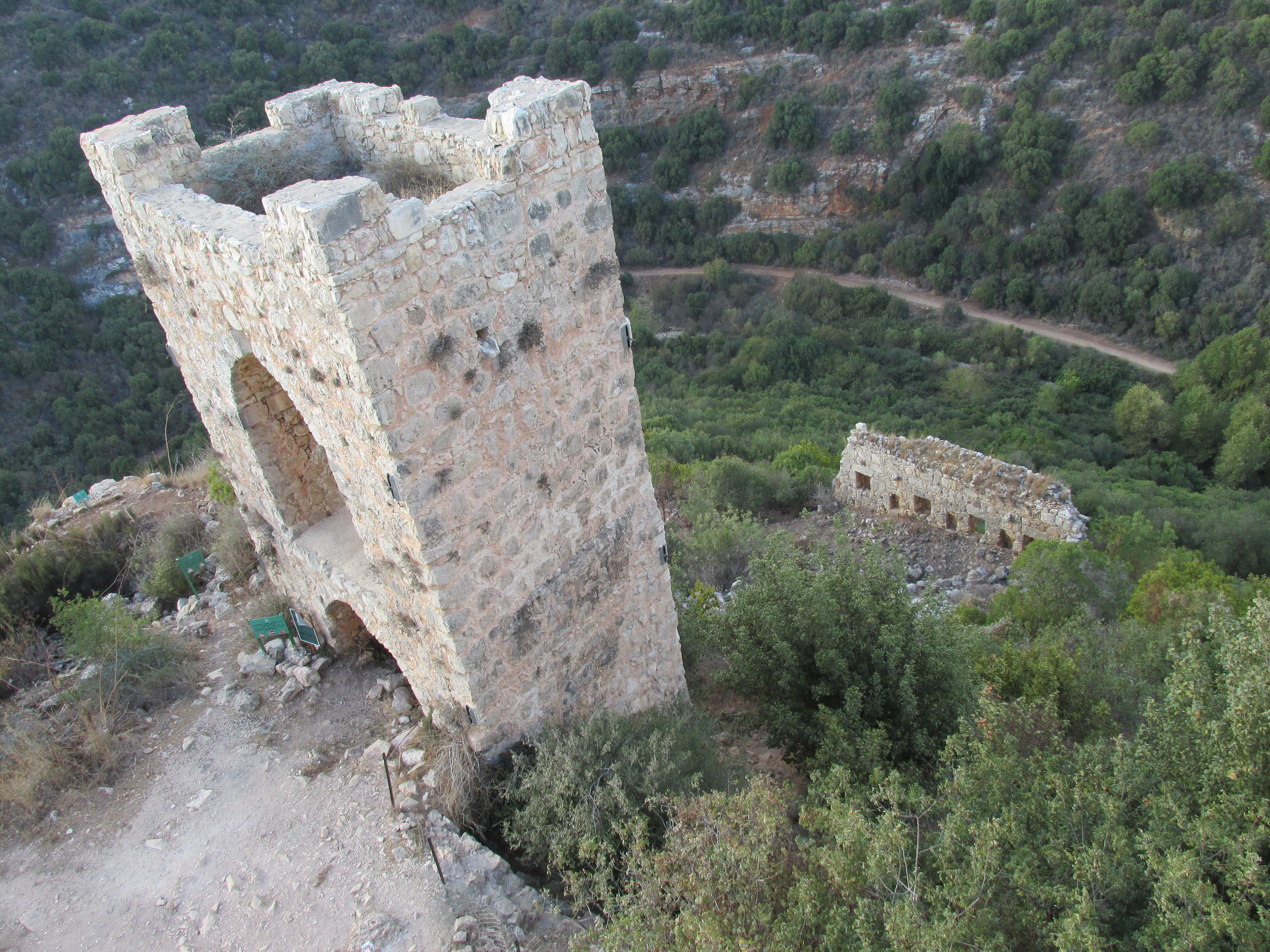
Uitkijktoren